# Mickey Billberg
Mickey Billberg (født 1959 i København) er en aktiv dansk musikproducer og dj. Billberg startede sin karriere som kommerciel dj i midten af halvfjerdserne og har været aktiv i det europæiske klubmiljø i mere end 4 årtier.
Billberg var den første danske artist som i 1991 fik pladekontrakt på Coma Records under akronymet TBM 1 som især i 90'erne var et kendt ansigt i det danske Techno miljø.
I 1993 startede han pladeselskabet  Smart Records Copenhagen, som bl.a. udgav Fletch Fletch.
Billberg har produceret remix for en række kunstnere som bl.a. Billy Idol, Lelia K, Yosh, Mukkaa og Josh Wink.